# Chino Toshiki
Toshiki Chino (sinh ngày 19 tháng 7 năm 1985) là một cầu thủ bóng đá người Nhật Bản.

## Sự nghiệp câu lạc bộ
Toshiki Chino đã từng chơi cho Ventforet Kofu và Blaublitz Akita.